# Genova
 Ovo je glavno značenje pojma Genova. Za druga značenja pogledajte Genova (razdvojba).
Genova (ligurski jezik: Zena) je grad u sjevernoj Italiji, glavni grad pokrajine Genova i regije Ligurija. Grad je druga po veličini luka u Sredozemlju, poslije Marseillea. Grad ima populaciju od oko 610.000, a šire gradsko područje ima oko 900.000 stanovnika. Metropolsko gradsko područje ima populaciju od oko 1.400.000. Također je poznata kao La superba ("Vrhunska") zbog svoje slavne prošlosti. Grad je bogate umjetnosti, glazbe, gastronomije, arhitekture i povijesti, a dio starog grada Genove je bio upisan na UNESCOv popis mjesta svjetske baštine u Europi (2006.).  God. 2004. bio je Europski glavni grad kulture.

## Povijest

### Antičko doba
Smatra se da gradsko groblje potječe iz 6. i 5. stoljeća pr. Kr., a dokazi potvrđuju da su u mjestu živjeli i stari Grci. Smatra se da je luka puno starija i da su je vjerojatno prije koristili Etruščani. Grad su 209. pr. Kr. razrušili Kartažani, pa su ga obnovili Rimljani, pod kojima je grad izvozio kože, drva i med. Grad je ostao vjeran Rimu, iako su drugi Ligurani i Kelti u sjevernoj Italiji bili saveznici Kartažana u Drugom punskom ratu. Uloga grada kao važne rimske luke je bila potisnuta usponom Vade Sabatije, blizu današnje Savone.
Nakon pada Rimskog Carstva, Genovu su prvo okupirali Istočni Goti, pa Lombardi. Tijekom idućih stoljeća, grad je bio malo ribarsko mjesto, koje se kasnije sa svojom trgovačkom flotom razvio u vodeću trgovačku silu na Sredozemlju. Grad su 934. godine opljačkali i zapalili arapski gusari, koji nisu zadugo zaustavili napredak grada.

### Srednji vijek i renesansa
Prije 1100. godine, Genova je postala nazavistan grad-država. Službeno je glavni gospodar grada bio car Svetog Rimskog Carstva, a gradski predsjednik đenovski biskup; ipak, pravu moć su imali konzuli koje je izabirala skupština. Genovu su također zvali i Pomorska Republika (Repubbliche Marinare), zajedno s Venecijom, Pisom i Amalafijem. Trgovina, brodogradnja i bankarstvo su pomogli u izgradnji gradske najveće i najmoćnije mornarice na Sredozemlju. Republika Genova se protezala preko današnje Ligurije, Pijemonta, Sardinije i Korzike, te je praktički imala totalnu kontrolu nad Tirenskim morem. Đenovezi su sudjelovali u Križarskim ratovima i osnovali kolonije na Bliskom istoku, Egejskom moru, Siciliji i sjevernoj Africi. Križari su s Levanta donijeli kući zeleni stakleni pehar, za kog su Đenovljani dugo smatrali da je Sveti gral.
Padom Križarskih država, savez s Bizantom omogućava Genovi širenje na Crno more i Krim. Državu su tada tresle unutarnje nesaglice između obitelji Grimaldi, Doria, Spinola i drugih. Đenovski politički zenit dolazi pobjednom nad Pisom u Melorijskoj bitci (1284.) i Venecijom, 1298.
Međutim ovaj napredak nije dugo trajao. Kuga dolazi u Europu, 1349. godine, preko đenovske u Kefi (Teodozija) na Krimu. Nakon gospodarskog pada i smrti velikog broja stanovništva, Genova usvaja mletački model vladanja, te na glavno mjesto države dolazi dužd. Nastavlja se rat s Venecijom, te u Chioggijskom ratu (1378-1381), Mletci odnose pobjedu. Nakon perioda francuskog vladanja, od 1394. do 1409. godine, Genovom vladaju milanski Visconti. Genova je od Aragona izgubila Sardiniju, Korzika se odvojila pobunom, a bliskoistočne kolonije su uzeli Turci i Arapi.
Đenovljanin Kristofor Kolumbo je donirao jednu desetinu svoga prihoda od otkrića Amerike za Španjolsku, banci San Giorgio u Genovi, kako bi ga oslobodila poreza na hranu. Genova je postala španjolski satelit, nakon što je Andrea Doria, 1528. godine, proglasio novi ustav. Nakon gospodarskog oporavka, mnoge đenovske obitelji su nagomilale ogromna bogatstva. U 16. stoljeću, grad je privukao mnoge umjetnike, kao Rubens, Caravaggio i Van Dyck. Slavni arhitekt Galeazzo Alessi je u gradu izgradio velebnu palaču. U svijetu su bili poznati brojni đenovski barokni i rokoko umjetnici.
Genova je pretrpila snažne francuske napade 1684. godine. Austrija je okupirala Genovu, 1746. godine, tijekom rata za austrijsko prijestolje, 1768. godine, Genova je predala Korziku Francuskoj.

### Novija povijest
Nakon što se svjetsko gospodarstvo i trgovina preselilo u Novi svijet, izvan Mediterana, đenovska politička i ekonomska moć opada.
1797. godine, pod Napoleonovim pritiskom, Genova postaje francuski protektorat imenom Ligurska Republika, koju je Francuska aneksirala 1805. Iako su se Đenovljani pobunili protiv Francuske 1814. godine i sami oslobodili grad, delegati s Bečkog kongresa su uključili Genovu u Pijemont (Kraljevina Sardinija). Time je okončana tri stoljeća stara borba Savojske dinastije o preuzimanju grada. Grad je uskoro bio na glasu, kao utvrda protusavojskih republikanaca, makar je unija sa Savojom bila vrlo unosna. Rastom pokreta Risorgimento, Đenovljani su se umjesto Mazzinijeve vizije lokalne republike, okrenuli borbi za ujedinjenom Italijom, pod liberaliziranom Savojskom monarhijom. Godine 1860., Giuseppe Garibaldi je iz Genove, zajedno s tisuću dobrovoljaca započeo svoj pohod. Na kamenu od kuda je skupina krenula, se danas nalazi spomenik.
U Drugom svjetskom ratu, engleska je flota bombardirala Genovu, a jedna bomba je pala na katedralu San Lorenzo, bez ekspolzije, te se danas nalazi u katedralskom muzeju.

## Znamenitosti
Glavne znamenitosti se nalaze na središnjem trgu Genove, Piazza De Ferrari, oko kojeg su smješteni Opera i Duždeva palača. Tu je i kuća u kojoj se smatra da se rodio Kristofor Kolumbo. Strada Nuova (danas Via Garibaldi), u starom gradu, je upisana na UNESCO-ov popis svjetske baštine 2006. god. Ova četvrt je dizajnirana sredinom 16. stoljeća za smještaj manirističkih palača najeminentnijih gradskih obitelji, uključujući i Palazzo Rosso (sada muzej), Palazzo Bianco, Palazzo Grimaldi i Palazzo Reale. Poznata umjetnička škola, Musei di Strada Nuova i Palazzo del Principe se također nalaze u ovoj ulici. UNESCO-ova svjetska baština u Italiji su i "Rolli palače", najveće kuće Genove različitih veličina i lokacija koje su tijekom Genoveške Republike sustavom lutrije birani s popisa (rolli) kako bi po redu bile domaćini raznim međunarodnim posjetiteljima Republici. Ovi domovi, često sagrađeni na padinama, imaju stepenasti atrij, dvorište, stubište, vrt i bogato ukrašen interijer, u želji da prikažu društveni i gospodarski identitet Republike, te su na taj način utjecali na urbanu arhitekturu cijele Europe.
Katedrala sv. Lovre u Genovi (Cattedrale di San Lorenzo) je gradska katedrala, a izgrađena je u romaničko-renesansnom stilu. Ostale važne i glavne crkve u Genovi su crkve: sv. Donata (San Donato), Crkva Sant'Agostino, oratorij sv. Jakova (San Giacomo della Marina), crkva sv. Stjepana (Santo Stefano), San Torpete i Basilica della Santissima Annunziata del Vastato. Većina od tih crkava i bazilika su izgrađene u romaničkom stilu, iako je bazilika Santissima Annunziata del Vastato izgrađena u bogatom baroknom stilu.
Genova ima 82.000 četvornih metara javnih parkova u središtu grada, kao što su Villetta Di Negro u srcu grada s pogledom na povijesnu jezgru. Mnogi veći zeleni prostori smješteni su izvan samog centra: na istoku su parkovi Nervi (96.000 m2) s pogledom na more, na zapadu prekrasni vrtovi vile Durazzo Pallavicini (265.000 m2). Brojne vile i palače u gradu imaju i vlastite vrtove, kao što su Palazzo del Principe, Villa Doria, Palazzo Bianco i Palazzo Tursi, Palazzo Nicolosio Lomellino, Dvorac Albertis (Castello d'Albertis), Villa Croce, Villa Imperiale Cattaneo, Villa Bombrini, i dr.
Genova ima sačuvan veliki dio srednjovjekovnih gradskih zidina, više nego bilo koji drugi grad u Italiji. Glavne zidine su poznate kao "Zidine iz devetog stoljeća", "Barbarossine zidine" (12. st.), "Zidine iz četrnaestog stoljeća", "Zidine iz šesnaestog stoljeća" i "Nove zidine" (Mura Nuove) od gotovo 20 kilometara, izgrađene u prvoj polovici 17. stoljeća na hrptu brda oko grada.
Ostale znamenitosti grada su Stara luka (Porto antico), pretvorena u tržni centar (arhitekt Renzo Piano). U staroj luci se nalaze veliki akvariji Bigo i Bolla (sfera), i antički svjetionik, pod nazivom "La Lanterna". Groblje Staglieno poznato je po mnogim spomenicima i skulpturama. Muzej orijentalnih umjentosti Edoardo Chiossone ima jednu od najvećih kolekcija orijentalne umjetnosti u Europi. Sveučilište u Genovi (tal. Università degli Studi di Genova) jedno je od najvećih sveučilišta u Italiji, a osnovano je 1481. godine.
- Porta Soprana
- Uske i visoke uličice u Genovi
- Strada Nuova (Via Garibaldi)
- La Lanterna, svjetionik iz 16. st.
- Zalazak sunca u luci
- Duždeva palača
- Unutrašnjost Duždeve palače
- Palača sv. Jurja
- Kraljevska palača
- Galerija Mazzini
- Vrt vile Durazzo Pallavicini
- Kazalište Carla Felicea II.

## Stanovništvo
U gradu žive većinom Talijani, oko 95.3%. U kasnim 1900-tima, doselio se veliki broj sjevernih i južnih Talijana. Velike ekonomske migracije su se dogodile između 1950-ih i 1980-ih, za vrijeme gospodarskog procvata grada. Najveći broj imigranata dolazi iz Južne Amerike, Istočne Europe, a nekolicina i iz Azije. 
Imigranti po državama (2004.)
- Ekvadorci - 10,169
- Albanci - 2,781
- Marokanci - 2,189
- Peruvanci - 1,795
- Kinezi - 910
- Rumunji - 746

Popisi stanovništva

## Slavni stanovnici
| - Leon Battista Alberti, arhitekt - Anastasio Alberto Ballestrero, torinski nadbiskup i rimokatolički kardinal - Benedikt XV., papa od 1914. do 1922. - Nino Bixio, talijanski borac za slobodu - Virginia Centurione Bracelli, dobrotvorka - Margherita Carosio, talijanska operna pjevačica - Björn Casapietra, tenor i glumac - Luigi Luca Cavalli-Sforza, talijanski biolog i genetičar - Luigi Centurioni, jezuit - Enrico Chiesa, talijanski nogometaš - Fabrizio De André, kantautor genoveške škole - Giancarlo De Carlo, arhitekt - Marco Fertonani, talijanski biciklist | - Vittorio Gassman, talijanski glumac - Riccardo Giacconi, američki astrofizičar - Johann Lucas von Hildebrandt, austrijski arhitekt - Inocent VIII., papa od 1484. do 1492. - Bartolomej Kolumbo, pomorac - Kristofor Kolumbo, pomorac - Fabio Luisi, talijanski dirigent - Giuseppe Mazzini, talijanski pravnik i borac za slobodu - Eugenio Montale, talijanski pisac - Rainer Offergeld,njemački političar - Gian Paolo Oliva, jezuit - Niccolò Paganini, talijanski violonist i kompozitor | - Fausto Paravidino, kazališni glumac - Renzo Piano, arhitekt - Alessandro Profumo, bankar - Mario Revollo Bravo, bogotski nadbiskup i rimokatolički kardinal - Michelangelo Rossi, kompozitor - Sabrina Salerno, talijanska pjevačica - Emanuel Filbert Savojski, aostski vojvoda i general u Prvom svjetskom ratu - Camillo Sivori, talijanski kompozitor i violonist - Ambrosio Spinola, španjolski vojskovođa u Tridesetogodišnjem ratu - Bernardo Strozzi, talijanski slikar - Roberto Sabatino Lopez, talijanski povjesničar |

## Gospodarstvo
Genova tvori južni ugao Milano-Torino-Genova, industrijski trokut na sjeveroistoku Italije, jedan od glavnih gospodarskih središta zemlje. S BDP-om od 15,08 milijardi eura, odnosno 1,3% od ukupnog nacionalnog dohotka, grad je na petom mjestu ekonomske snage u 2000. god., iza Rima (6,45%), Milana (4,74%), Torina (2,19%) i Napulja (1,51%), i ispred Bologne (1,01%), Firence (1,00%) i Palerma 0.94% Studija bogatstva talijanskih gradova 2000. god.. Banks sv. Jurja jedna je od najstarijih na svijetu, osnovana 1407. god., i odigrala je važnu ulogu u prosperitetu grada od sredine petnaestog stoljeća. Danas više vodećih talijanskih tvrtki imaju svoje sjedište u gradu, uključujući i Ansaldo Energia, Ansaldo STS i Edoardo Raffinerie Garrone.
Genova je bila mjesto prvih radničkih i lučkih sindikata u 20. stoljeću. Glavni centar ekonomskih aktivnosti grada je luka, a u zadnje vrijeme najviše se razvija turizam i trgovina. Genova je mjesto održavanja Nautičkog sajma (Salone nautico), glavne europske nautičke izložbe.

## Sport
U Genovi djeluju dva kluba: Genoa C.F.C., najstariji nogometni klub u Italiji (1893.) koji je osvojio 9 prvenstava Scudetto (od 1898. do 1924.) i 1 talijansko prvenstvo Coppa Italia (sezona 1936./1937.); i U.C. Sampdoria koja je osvojila jedno prvenstvo italije (sezona 1990./1991.), 4 kupa Italije, 1 UEFA Kup pobjednika kupova (1989./90.) i 1 Supercoppa Italiana. Oba đenovska kluba, i C.F.C. i U.C. Sampdoria, igraju na domaćem stadionu Luigi Ferraris, koji prima 36,536 gledatelja.

## Zbratimljeni gradovi
| - Baltimore, SAD - Boston, SAD - Columbus, SAD - Guayaquil, Ekvador - Marseille, Francuska | - Tambov, Rusija - Kos, Grčka, od 1985. - Huelva, Španjolska - Odesa, Ukrajina - Varna, Bugarska | - Rijeka, Hrvatska - Jekaterinburg, Rusija - Sankt-Peterburg, Rusija - Tirana, Albanija - Amersham, Ujedinjeno Kraljevstvo |